# Compagnia speciale X
La compagnia speciale X  era la compagnia autonoma del genio del Regio Esercito italiano specializzata nell'utilizzo bellico degli agenti chimici durante la prima guerra mondiale.
Venne istituita, all'interno del 1º Reggimento genio, verso la fine del 1916, incorporando le sezioni lanciagas precedentemente costituite. 
Raggiunse, nel 1918, la forza di 5 sezioni, da 150 uomini, lanciagas, di cui tre nella Iª Armata, e una sezione E con i lanciabombe a comando elettrico, portate a sei nel maggio 1918, composte da 200 uomini e cinque ufficiali compreso l'ufficiale medico.

## Storia

### L'inizio di una nuova forma di guerra
Il primo utilizzo su larga scala di gas letali in guerra fu effettuato dalle Gastruppe tedesche a Ypres nell'aprile del 1915, durante la seconda battaglia di Ypres. Alle 17.30 del 22 aprile i tedeschi rilasciarono, da 5.730 bombole, 168 tonnellate di gas di cloro su un fronte di circa sei chilometri, causando circa 5.000 morti nello schieramento alleato nel giro di dieci minuti.
L'uso di gas letali in battaglia era proibito dalla convenzione dell'Aia, fino ad allora entrambe le parti avevano fatto uso solo di sostanze debilitanti e non letali. L'uso di gas asfissiante da parte dei tedeschi scatenò un'ondata di indignazione fra gli alleati.

### L'organizzazione italiana
Preoccupati per l'utilizzo sempre più frequente dei gas asfissianti su entrambi i fronti europei, lo Stato maggiore ed il governo istituirono, nel settembre del 1915, la Commissione Gas Asfissianti, presieduta dal professore Emanuele Paternò direttore dell'Istituto chimico dell'università di Roma. La commissione, sotto l'impulso del Paternò, si espresse per l'utilizzo del fosgene, scartando altre sostanze proposte. Per questa opposizione, lo sviluppo delle arsine e dell'iprite fu affidato, dopo Caporetto, al Laboratorio Centrale delle Gabelle di Roma, diretto da Vittorio Villavecchia, che però non furono avviate alla produzione industriale che dopo la fine della guerra.

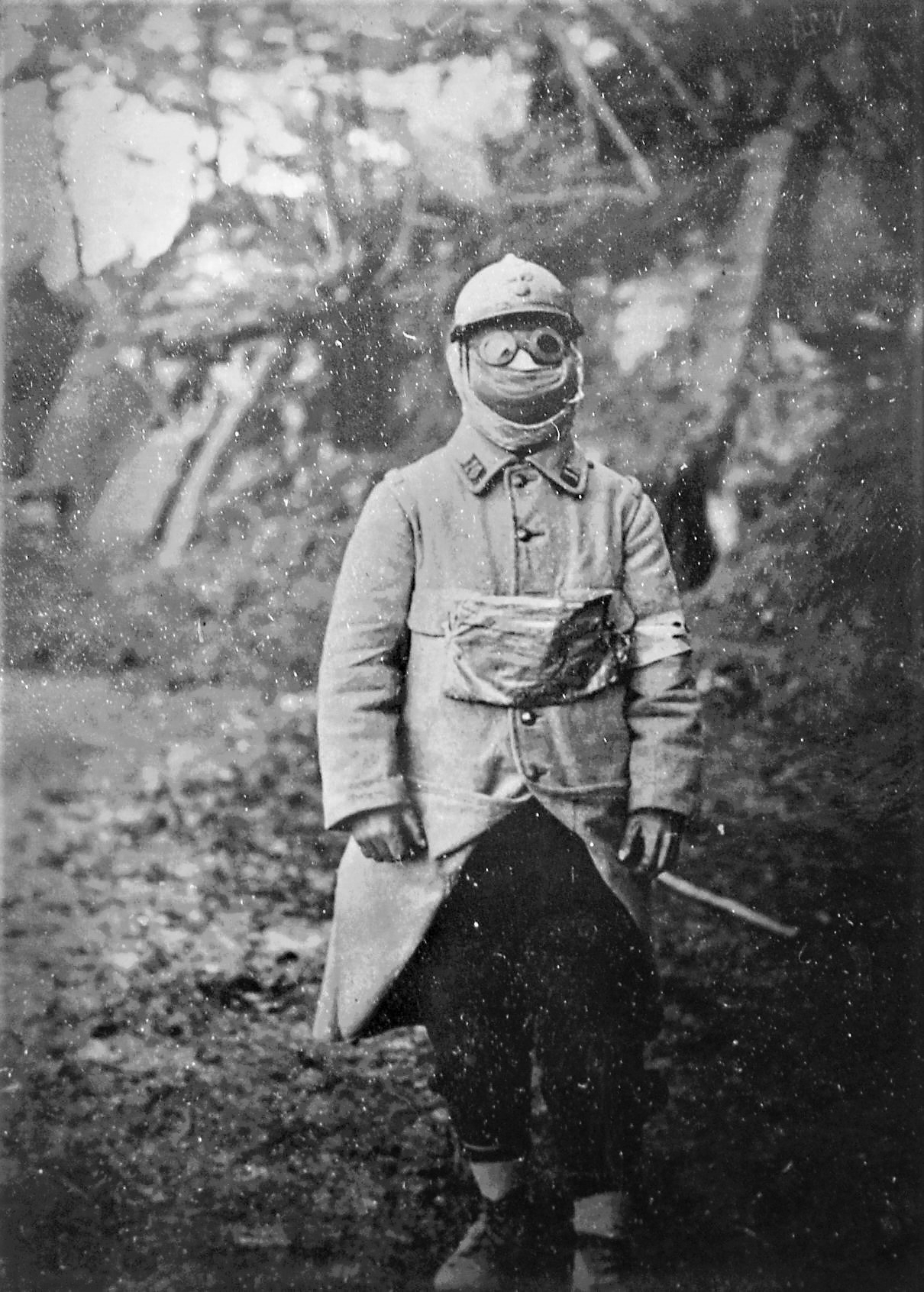
Soldato francese che indossa una delle prime versioni della maschera antigas a tampone

La commissione si occupò anche dei dispositivi di protezione, principalmente le maschere antigas. La prima versione, Ciamician-Pesci (Giacomo Ciamician e Leone Pesci,  chimici facenti parte della commissione), consisteva di tampone di garza impregnato di una soluzione acquosa di carbonato di sodio, carbonato di potassio e iposolfito di sodio. Dopo il semplice tampone fu introdotta la maschera polivalente M.Z, costituita da una maschera completa di occhiali in tela gommata con un filtro in garza imbevuta. Con l'utilizzo, dal 1917, da parte del nemico dell'acroleina, fu aggiunto un nuovo strato di garza. Contro l'iprite o le arsine queste maschere erano inefficaci e solo l'adozione, dopo Caporetto, dello Small-Box Respirator britannico permise ai soldati italiani di avere una protezione efficace.
Nel marzo 1916 fu costituita, presso il comando della IIIa Armata, la commissione per lo studio e la difesa collettiva contro i gas asfissianti, con i compiti di valutare la difesa dalle nubi di gas e i mezzi di protezione individuale, le maschere antigas, valutando il modello francese conico, definito "polivalente" come molto efficace, adottato tra la primavera e l'estate 1916.
La commissione presentò la sua relazione finale sul possibile impiego dei gas nel teatro italiano il 13 giugno 1916, proponendo dei mezzi di protezione collettiva, incendiari e a distribuzione d'acqua che, però, non vennero ritenuti attuabili dal comando supremo.
Nell'estate del 1916, l'Ufficio Tecnico dello Stato Maggiore avocò a sé le competenze in materia di utilizzo dei gas da combattimento e la commissione della IIIa armata , denominata Commissione dei Chimici,  venne alle sue dipendenze.
Il comando supremo rilevò che anche la nuova maschera polivalente non proteggeva contro gli effetti del fosgene e richiese l'adozione di una versione italiana della maschera francese M.2, detta polivalente a protezione unica.
Dopo Caporetto il servizio chimico dell'esercito fu riorganizzato con la costituzione della Giunta dei Chimici per l'indirizzo generale da cui dipendono la Commissione per la ricerca di nuovi gas, la commissione per lo studio delle maschere di difesa, la commissione per l'analisi dei gas, la commissione per l'ispezione con compiti di controllo della produzione dei gas e la  commissione per i fumogeni e le bombe incendiarie.
Nel dicembre del 1917 la commissione per lo studio delle maschere di difesa stabilì l'insufficienza delle maschere a tampone finora utilizzate e raccomandò l'utilizzo di maschere a filtro quali il respiratore inglese a scatola (Small-Box Respirator).
I respiratori inglesi vennero riservati alle unità di prima linea più esposte mentre una versione migliorata della polivalente, che utilizzava il solfanilato sodico come agente neutralizzante, denominata polivalente italiana Z, destinata ai servizi meno esposti, fu avviata alla produzione alla fine del 1917.

## Il gas sul fronte italiano
Il fronte italiano non vide un pronto utilizzo delle prime applicazioni belliche degli agenti chimici sotto forma di gas per la montuosità delle regioni attraversate dal fronte e per l'impreparazione delle industrie chimiche di entrambi i contendenti. L'Italia entrò in guerra un mese dopo la seconda battaglia di Ypres e dichiarò guerra alla Germania solo nell'agosto del 1916.
Nel 1915, non avendo pronto nessun mezzo di offesa chimica, l'azione organizzativa dell'esercito italiano si limitò ad interventi difensivi, tra cui la fornitura di maschere antigas a tampone che andavano inumidite subito prima dell'uso con un liquido neutralizzante, la fornitura di occhiali protettivi e la dotazione di bombole d'ossigeno agli avamposti di primo soccorso.
Le prime esperienze con bombarde dotate di proietti caricati a fosgene, effettuate all'inizio del 1916 non ebbero seguito per la scarsa gittata e il notevole ingombro di tali mezzi.

### 1916
Il ritardo dell'apparato industriale chimico italiano impedì per tutto 1916 che le pressanti richieste dell'alto comando dell'esercito e le iniziative del governo assicurassero la fornitura di proiettili caricati con agenti chimici.
Nel marzo del 1916 la direzione di sanità della 3ª armata costituì una commissione (commissione per la difesa collettiva contro i gas asfissianti) che iniziò a sperimentare l'utilizzo di nubi di cloro da bombole.
Nella primavera del 1916 l'esercito austro-ungarico intensificò l'utilizzo di proietti e granate caricate con agenti lacrimogeni e soffocanti, fino ad allora rimasto sporadico.
Da aprile, i comandi italiani, consideravano imminente un attacco con l'utilizzo di gas da bombole, richiedendo la fornitura di maschere aggiornate, dette polivalenti, per sostituire le precedenti che erano inefficaci contro il fosgene. Le nuove maschere iniziarono a essere distribuite a maggio.

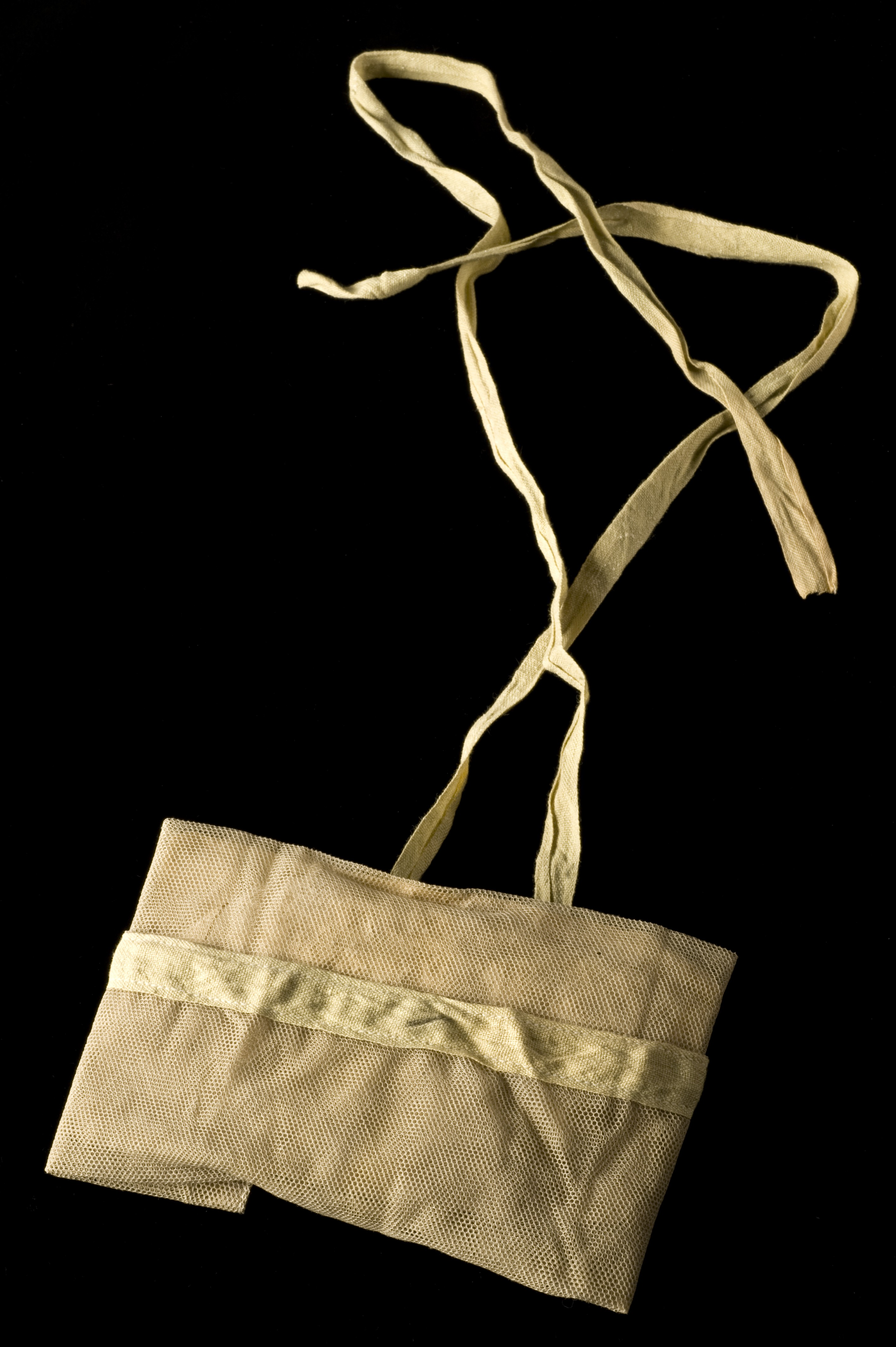
Maschera britannica a tampone di garza imbevuto, simile a quella in dotazione nell'esercito italiano fino alla fine del 1916

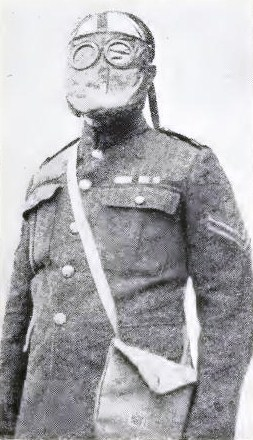
Maschera francese M2, in adozione nell'estate del 1916

Per queste circostanze primo attacco con emissione di gas (cloro e fosgene) da 6000 bombole sul fronte italiano fu effettuato solo 29 giugno del 1916 da parte dell'esercito austro-ungarico sul San Michele.
Le nuove maschere di tipo francese modificato non erano ancora state fornite in numero sufficiente, molti, nelle retrovie, non ne avevano affatto, l'addestramento antigas era molto carente e le trincee nemiche erano molto ravvicinate, questi fattori portarono ad un numero enorme di vittime, 8000 morti, (nella prima battaglia di Ypres vi furono 5000 morti e 15.000 feriti). La nube, scendendo dal monte San Michele raggiunse la periferia di Gradisca.
Per il Servizio Sanitario l'80% dei caduti per il gas era morto per asfissia, la maggior parte in poche ore, mentre in alcuni casi la morte sopraggiunse dopo giorni per le varie complicazioni dei danni subiti dal gas.
Il 5 luglio l'esercito austro-ungarico replicò l'attacco, sempre sul San Michele, ma con molte meno bombole, la recente esperienza permise una rapida reazione dei soldati italiani che subirono perdite irrilevanti.
La prima sezione lanciagas (110 uomini), costituita per realizzare una ritorsione contro l'attacco del 29 giugno, ebbe, nel luglio 1916, una fornitura dalla Francia di 900 bombole cariche di cloro e fosgene.
Nell'estate, sotto il comando del capitano Armando Mazzetti, fu costituita la compagnia speciale X che raggruppò le tre sezioni lanciagas precedentemente formate.
Furono installate sei stazioni meteorologiche lungo il fronte del basso Isonzo, ritenuto adatto all'uso dei gas.
Nonostante le ripetute richieste da parte di alti ufficiali dell'esercito e del Parlamento di lanciare un attacco ritorsivo con i gas, passarono due anni prima che la compagnia speciale X riuscisse ad organizzare un attacco con gas emesso da bombole.
Il primo impiego, da parte italiana, di granate (da 75 e 149 mm) caricate con gas asfissianti fu, invece, già alla fine di agosto, nella sesta battaglia dell'Isonzo.
Al 31 ottobre 1916, la compagnia speciale X aveva raggiunto un organico di 360 uomini e 16 ufficiali e, non avendo ancora raggiunto un livello di addestramento sufficiente, svolgeva compiti di istruzione antigas presso gli altri reparti.
Essendo l'esercito italiano all'offensiva su quasi tutto il fronte, le sue posizioni avanzate erano sfavorevoli all'impiego di nubi di gas da bombole, trovandosi generalmente a quote inferiori di quelle nemiche ed essendo esposte al tiro delle artiglieria avversarie.
Dopo la Strafexpedition, tra la Val Leogra e la Val dell'Agno si fortificò una linea difensiva per bloccare il nemico che avesse superato il Pasubio. 
Tra i punti più fortificati, particolare attenzione fu data al passo di Campogrosso, con la realizzazione di un campo trincerato del il 5º Corpo d'Armata dotato, grazie al lavoro della Compagnia Speciale X, di due ricoveri per bombole di cloro e fosgene per totali 600 bombole corredati da 11 bunker da cui veniva disperso il gas, dotati ognuno di 50 bombole.

### 1917

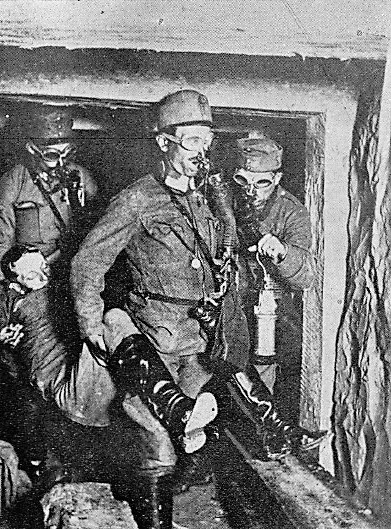
Soldati Austro-Ungarici muniti di autorespiratore Dräger trasportano un gassato fuori da un rifugio

L'impiego della compagnia X fu, nel 1917, principalmente nell'istruzione delle truppe e nell'approntare le difese antigas, nel gennaio fu messa alle dirette dipendenze del Comando Supremo.
Nell'aprile del 1917 cinque squadre della compagnia X furono impiegate per migliorare le difese antigas nell'area del Vallone sul fronte del Carso tenuto dalla IIIª armata e approntare i ricoveri per l'installazione di bombole per un futuro attacco.
Nella decima battaglia dell'Isonzo l'utilizzo di proietti caricati con agenti chimici fu deludente da parte italiana, mentre con un utilizzo molto più ampio, grazie alle forniture industriali finalmente soddisfacenti le richieste dei comandi, nell'undicesima battaglia dell'Isonzo, sulla Bassinizza, il tiro di controbatteria ed interdizione con proietti caricati con cloro-fosgene ebbe i risultati sperati, superando il nemico in questa tecnica.

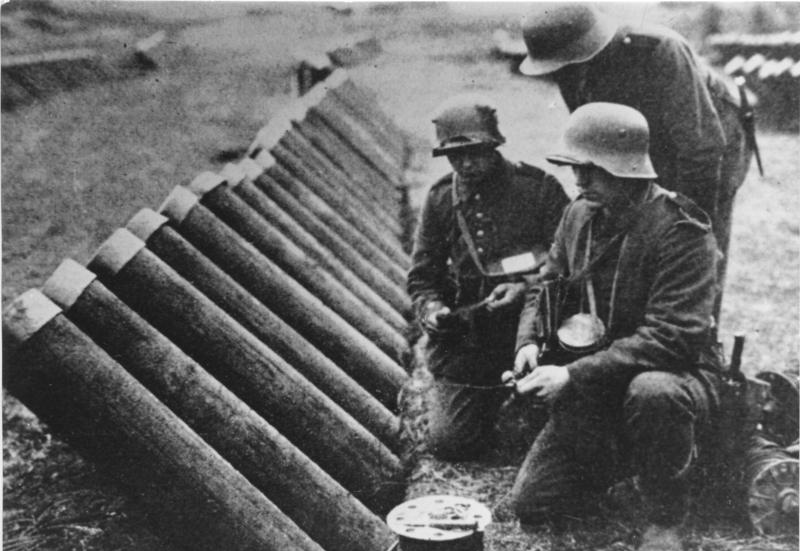
Mortai a comando elettrico tedeschi per il lancio di granate a gas, Gaswerfer

Il rapporto di forze fu ribaltato nell'autunno con l'intervento delle Gastruppe tedesche sul fronte italiano.
Nella battaglia di Caporetto fu impiegato un nuovo metodo, per il fronte italiano, di emissione del gas, che i tedeschi avevano mutuato dai Livens Projector britannici, il Pionier-Bataillon 35 distaccato presso la k.u.k. 22. Schützen-Division, installò 894 tubi di lancio da 180 mm di calibro, i Gaswerfer, su di un fronte di 700 m. I Gaswerfer permettevano, tramite un comando elettrico, il lancio contemporaneo da tutte le bocche da fuoco installate, formando sul bersaglio una nube concentrata che superava la protezione della maschera di coloro che avessero avuto la prontezza di indossarla. Inoltre, le maschere italiane non fornivano protezione contro il nuovo (per il fronte italiano) agente impiegato, la difenilcloroarsina miscelata con il difosgene.
Un mese dopo, l'artiglieria tedesca, sul Campiello, utilizzò per la prima volta (sul fronte italiano) l'iprite, contro cui l'esercito italiano non aveva ancora organizzato nessuna protezione.
Lo stato maggiore italiano mantenne il segreto sull'inefficacia delle maschere italiane contro i nuovi agenti chimici utilizzati dal nemico poiché non aveva equipaggiamenti disponibili per sostituire quelli in dotazione e considerava critico lo stato del morale del proprio esercito dopo la ritirata di Caporetto.
Per la fine del 1917 furono potenziati i compiti istruttivi della compagnia speciale X, estendendo i corsi antigas alle nuove posizioni istituite dal comando supremo, gli ufficiali chimici d'armata, di corpo d'armata, di divisione e battaglione e presso i centri d'istruzione la compagnia organizzò le camere a gas dove i soldati, muniti di maschera antigas, venivano sottoposti ad un'atmosfera carica di gas lacrimogeni.

### 1918
Nel febbraio la compagnia speciale X ottenne una prima fornitura di Livens Projector che furono utilizzati nel poligono di Gossolengo per l'addestramento all'uso della nuova arma in attesa della produzione su licenza in Italia.
Per questi nuovi compiti furono costituite altre due sezioni, portando a sei le sezioni della compagnia, di queste, al maggio 1918, una era presso il poligono della scuola centrale d'artiglieria di Nettuno, una sezione meteorologica, una sanitaria e tre sezioni in linea.
Alla fine del 1918 si erano costituite due compagnie, dette compagnie di lancio E ciascuna di tre sezioni, per l'impiego dei Livens Projector.
L'unico impiego offensivo della compagnia speciale X fu un'emissione di gas da bombole: all'interno dell'offensiva italiana nella battaglia del Piave, il 14 1918 luglio alle 01:26, fu eseguita un'emissione di gas, cloro e fosgene, da 400 bombole effettuata dalla 5ª sezione lanciagas della compagnia speciale X sui Solaroli da quota 1671 m nel settore della 56ª divisione di fanteria. L'attacco effettuato due ore dopo dalle fanterie italiane non ebbe successo per la risposta delle mitragliatrici austro-ungariche. Otto membri della compagnia speciale X rimasero gassati.